# Kimberley (Nottinghamshire)
Kimberley is een civil parish in het bestuurlijke gebied Broxtowe, in het Engelse graafschap Nottinghamshire. De plaats telt 6053 inwoners.

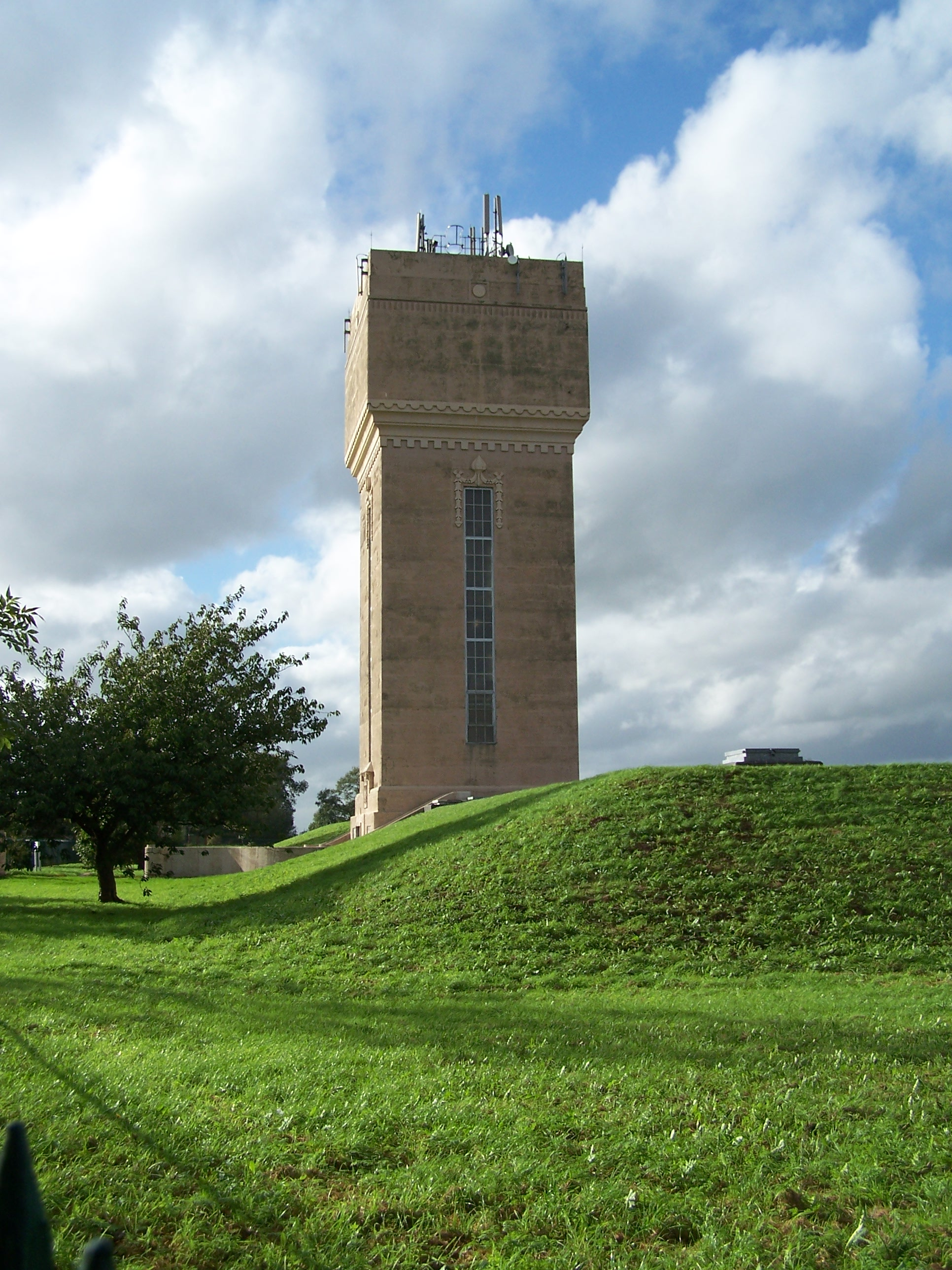
Watertoren van Kimberley
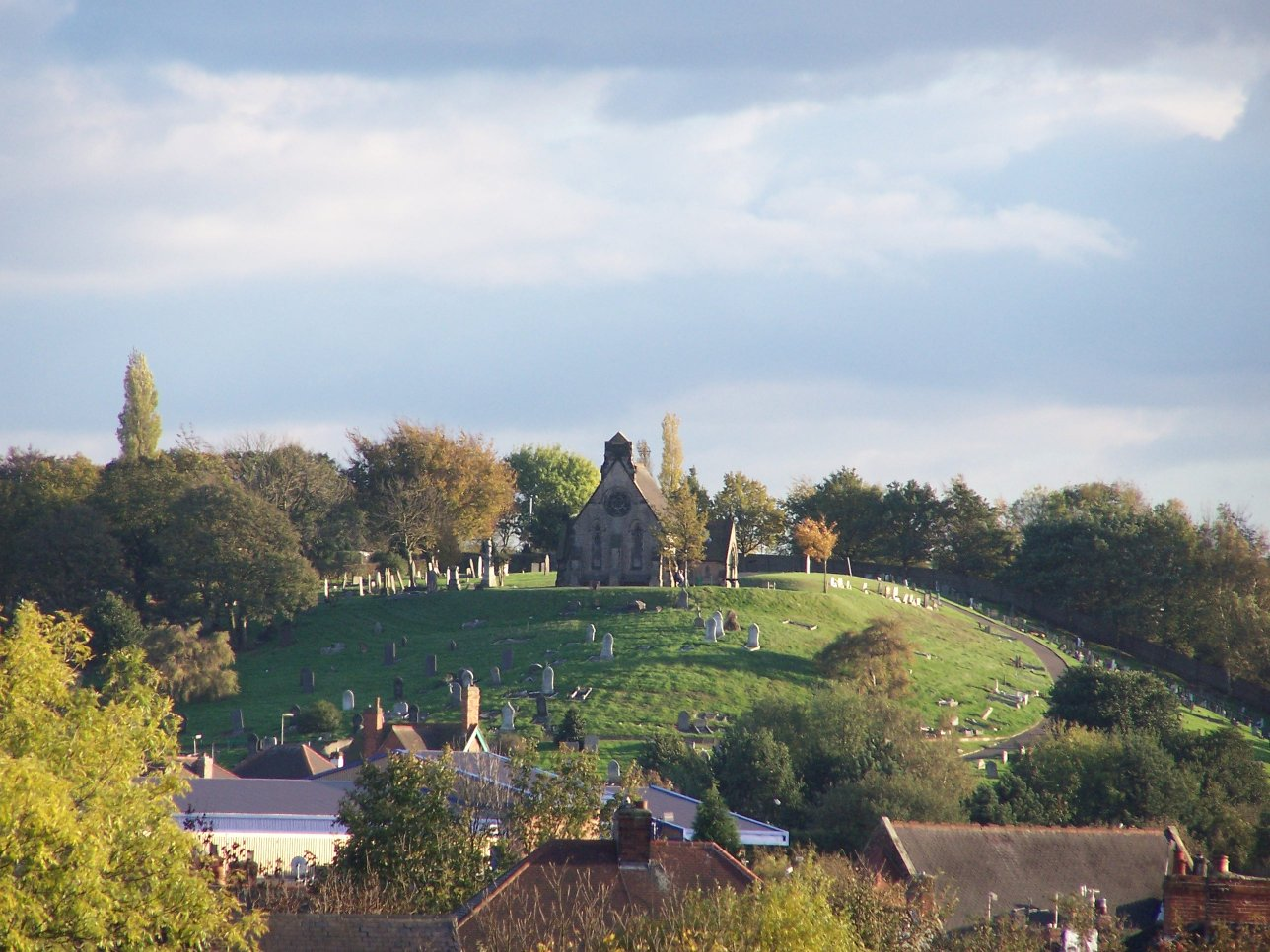
Kerkhof van Kimberley